# Eulimnogammarus toxophthalmus
Eulimnogammarus toxophthalmus is een vlokreeftensoort uit de familie van de Eulimnogammaridae. De wetenschappelijke naam van de soort is voor het eerst geldig gepubliceerd in 1874 door Dybowsky.